# Megachile hampsoni
Megachile hampsoni es una especie de abeja de la familia de los megaquílidos. Fue descrita por Theodore Dru Alison Cockerell en 1906.
Se encuentra en Australia.